# Justyna Kowalczyková
Justyna Maria Kowalczyková-Tekieli (* 19. ledna 1983, Limanowa) je polská bývalá reprezentantka v běhu na lyžích, dvojnásobná mistryně světa, dvojnásobná olympijská vítězka a čtyřnásobná vítězka Světového poháru v běhu na lyžích. Je nejúspěšnější polskou běžkyní na lyžích v historii - před ní žádná polská běžkyně ani běžkař nezískali medaili z olympijských her, rovněž její vítězství v závodu Světového poháru byla pro polské běžkování historická premiéra.

## Sportovní kariéra
Žije v Kasině Wielke. Závodila za klub AZS AWF Katowice. 15. června 2005 jí Mezinárodní lyžařská federace za doping diskvalifikovala a zpětně byly anulovány její výsledky z Mistrovství světa v klasickém lyžování 2005. Při testech v lednu 2005 byla u ní objevená zakázaná látka dexamethason. Dvouletý zákaz závodní činnosti jí byl později zkrácen a 17. prosince 2005 mohla již znovu závodit. Na olympiádě 2006 v Turíně vybojovala bronzovou medaili v závodě na 30 km. Ve Světovém poháru vyhrála svůj první závod v lednu 2007 v Otepää. Svou první medaili z mistrovství světa získala na šampionátu v Liberci 2009, kde obsadila 3. místo v běhu na 10 km klasicky. Vzápětí k ní přidala na témže mistrovství i dva tituly - ve skiatlonu a v běhu na 30 km.
Poté, co skončila svou sportovní kariéru, se v roce 2020 vdala za horolezce Kacpera Tekieliho, o rok později se jim narodil syn Hugo. V květnu 2023 však ovdověla, když Kacper Tekieli při společném rodinném pobytu ve švýcarských Alpách zahynul pod lavinou po výstupu na horu Jungfrau.

## Sportovní výsledky

### Olympijské hry
| Olympiáda      | Datum         | Disciplína     | Výsledek  |
| -------------- | ------------- | -------------- | --------- |
| Turín 2006     | 12. únor 2006 | 15 km          | 8. místo  |
| Turín 2006     | 16. únor 2006 | 10 km          | diskv.    |
| Turín 2006     | 22. únor 2006 | sprint         | 44. místo |
| Turín 2006     | 24. únor 2006 | 30 km          | 3. místo  |
| Vancouver 2010 | 15. únor 2010 | 10 km          | 5. místo  |
| Vancouver 2010 | 17. únor 2010 | sprint         | 2. místo  |
| Vancouver 2010 | 19. únor 2010 | 15 km          | 3. místo  |
| Vancouver 2010 | 25. únor 2010 | štafeta 4x5 km | 6. místo  |
| Vancouver 2010 | 27. únor 2010 | 30 km          | 1. místo  |

### Mistrovství světa
- Liberec 2009 - 3. místo v běhu na 10 km klasicky, 1. místo ve skiatlonu na 7,5 + 7,5 km, 1. místo v běhu na 30 km volně
- Oslo 2011 - 2. místo v běhu na 10 km klasicky, 2. místo ve skiatlonu na 7,5 + 7,5 km, 3. místo v běhu na 30 km volně

### Vítězství v závodech Světového poháru
1. Otepää 27. ledna 2007 - v běhu na 10 km klasicky
2. Canmore 22. ledna 2008 - v kombinaci na 15 km
3. Vancouver 17. ledna 2009 - v kombinaci na 15 km
4. Otepää 24. ledna 2009 - v běhu na 10 km klasicky
5. Val di Dentro 14. února 2009 - v běhu na 10 km klasicky
6. Lahti 8. března 2009 - v běhu na 10 km volně
7. Falun 23. března 2009 - v běhu na 25 km s hromadným startem
8. Kuusamo 28. listopadu 2009 - ve sprintu 1,2 km klasicky
9. Rogla 20. prosince 2009 - v běhu na 15 km klasicky
10. Tour de Ski 2010
11. Otepää 16. ledna 2010- v běhu na 10 km klasicky
12. Rybinsk 23. ledna 2010 - v kombinaci na 15 km
13. Canmore 6. února 2010 - ve sprintu 1,45 km klasicky
14. Tour de Ski 2010/11
15. Rybinsk 4. února 2011 – v kombinaci na 10 km

### Tour de Ski
- 2006/07 11. místo
- 2007/08 7. místo
- 2008/09 4. místo
- 2009/10 1. místo
- 2010/11 1. místo
- 2011/12 1. místo
- 2012/13 1. místo